# Multioppia furcata
Multioppia furcata är en kvalsterart som först beskrevs av Kunst 1958.  Multioppia furcata ingår i släktet Multioppia och familjen Oppiidae. Inga underarter finns listade i Catalogue of Life.